# Jo van Regteren Altena
Johanna Quirina (Jo) van Regteren Altena (Amsterdam, 11 juni 1876 – Haarlem, 17 maart 1954) was een Nederlands textielkunstenaar, kunstnijveraar, galeriehouder en binnenhuisarchitect.

## Leven en werk
Jo of Johanna van Regteren Altena, lid van de familie Altena, was een dochter van mr. Johan Quirijn van Regteren Altena (1832-1915), commissaris van de Deli Maatschappij, en Gerardina Maria Jonker (1836-1910). Zij kwam uit een artistiek gezin, zus Marie en broer Martinus schilderden.
Ze werd opgeleid aan de Haarlemse School voor Kunstnijverheid en was een leerling van Chris Lebeau. Ze hield zich na haar opleiding bezig met handwerken, borduren en batikken en maakte kussen en kleden. Ze had een atelier in het ouderlijk huis in Apeldoorn. In 1907 leerde ze Bets Siewertsz van Reesema en Els Nierstrasz kennen en ze werkte enige tijd op hun atelier 't Spinnewiel in Oosterbeek. Ze exposeerde meerdere malen haar werk, onder andere bij 'De Vrouw 1813-1913'. In 1923 richtte Van Regteren Altena in Haarlem kunstnijverheidszaak De Kerkuil op. Aanvankelijk in een van de huisjes onder de Sint-Bavo, vanaf 1926 in een herenhuis aan de Nieuwe Gracht. De Kerkuil was een gecombineerde galerie en atelier, waar ze ook les gaf. Er werd werk geëxposeerd en verkocht van onder anderen Bertha Bake, Thera Hofstede Crull en Judith Révész. Zelf verkocht ze er onder meer lampenkampen en textieldecoraties voor het interieur. In de jaren dertig ontwikkelde Van Regteren Altena zich tot binnenhuisarchitect. De architecten J.P. Kloos en H.C.P. Nuyten ontwierpen meubels voor door haar ontworpen inrichtingen.
Van Regteren Altena was lid van de Nederlandsche Vereeniging voor Ambachts- en Nijverheidskunst, de Vereniging Tesselschade, de Nederlandsche Vrouwenclub Amsterdam en de Sorptimistclub Haarlem e.o. Ze was tot hoge leeftijd actief, ze hield de galerie aan tot 1952 en het atelier tot haar overlijden. Ze overleed op 77-jarige leeftijd. Haar archief is overgedragen aan het RKD.
- Biografisch Portaal: 09967448
- RKD-Nederlands Instituut voor Kunstgeschiedenis: 66017